# نقص بروتين الميتوكوندريا ثلاثي الوظائف
نقص بروتين الميتوكوندريا ثلاثي الوظائف (نقص إم تي بّي أو إم تي بّي دي) اضطراب وراثي جسمي متنحي في أكسدة الأحماض الدهنية، يمنع الجسم من تحويل بعض الدهون إلى طاقة، خاصة خلال فترات بدون طعام. الأشخاص الذين يعانون من هذا الاضطراب لديهم مستويات غير كافية من الإنزيم الذي يكسر مجموعة معينة من الدهون تسمى الأحماض الدهنية طويلة السلسلة.

## العلامات والأعراض
يمكن أن يبدأ عرض نقص بروتين الميتوكوندريا ثلاثي الوظائف أثناء الطفولة، والسمات التي تحدث: انخفاض نسبة السكر في الدم وضعف العضلات ومشاكل كبدية. الأطفال المصابون بهذا الاضطراب معرضون لخطر الإصابة بأمراض القلب وصعوبات التنفس واعتلال الشبكية الصباغي. تشمل علامات وأعراض نقص البروتينات الثلاثية في الميتوكوندريا التي يمكن أن تبدأ بعد الطفولة: نقص المقوية العضلية وألم عضلي وتحطم الأنسجة العضلية وفقدان الإحساس في الأطراف أو ما يُسمى الاعتلال العصبي المحيطي. يظهر لدى بعض الأشخاص الذين يعانون من نقص إم تي بّي شكل تصاعدي مستمر من الاعتلال العضلي، وانحلال الربيدات المتكرر.

## علم الوراثة
تعتمد وراثة اضطراب نقص البروتين ثلاثي الوظائف في الميتوكوندريا على الطفرات في جينات إتش إيه دي إتش إيه وإتش إيه دي إتش بي تسبب هذا الاضطراب. توفر كل من هذه الجينات تعليمات لصنع جزء من مركب إنزيم يسمى بروتين ثلاثي الوظائف. يعمل هذا المركب الإنزيمي في الميتوكوندريا، المراكز المنتجة للطاقة داخل الخلايا: يحتوي البروتين الميتوكوندري ثلاثي الوظائف على ثلاث إنزيمات يؤدي كل منها وظيفة مختلفة. هذا المركب الإنزيمي مطلوب لاستقلاب مجموعة من الدهون تسمى الأحماض الدهنية طويلة السلسلة. تُخزّن هذه الأحماض الدهنية في أنسجة الجسم الدهنية وهي مصدر رئيسي للطاقة للقلب والعضلات. خلال فترات الصيام، تعد الأحماض الدهنية أيضًا مصدرًا مهمًا للطاقة للكبد والأنسجة الأخرى.
تعطل الطفرات في جينات إتش إيه دي إتش إيه أو إتش إيه دي إتش بي والمسببة لنقص البروتين الميتوكوندري ثلاثي الوظائف جميع وظائف هذا المركب الإنزيمي. بدون وجود كمية كافية من هذا المركب الإنزيمي، لا يمكن استقلاب الأحماض الدهنية طويلة السلسلة. ونتيجة لذلك، لا تُحوّل هذه الأحماض الدهنية إلى طاقة، ما قد يؤدي إلى بعض سمات هذا الاضطراب. يمكن أن تتراكم الأحماض الدهنية طويلة السلسلة وتتلف الكبد والقلب والعضلات. يسبب هذا التراكم غير الطبيعي أعراضًا أخرى لنقص البروتين ثلاثي الوظائف في الميتوكوندريا.
تشير آلية هذا الاضطراب إلى أن بروتين الميتوكوندريا ثلاثي الوظائف يحفز 3 خطوات في أكسدة بيتا للأحماض الدهنية: سلسلة طويلة من 3-هيدروكسي ألكيل ديهيدروجيناز (إل سي إتش إيه دي)، سلسلة طويلة من إنزيم هيداز أنويول-كو إيه، وفعاليات ثيولاز طويلة السلسلة. يتميز نقص البروتين ثلاثي الوظائف بانخفاض نشاط جميع الإنزيمات الثلاثة. من الناحية السريرية، يؤدي نقص البروتين ثلاثي الوظائف عادة إلى موت الرضع المفاجئ غير المبرر أو اعتلال عضلة القلب أو اعتلال عضلي الهيكل العظمي.

## التشخيص
غالبًا ما يُؤكّد تشخيص نقص البروتينات الثلاثية في الميتوكوندريا باستخدام مطياف الكتلة الترادفية. الاستشارة الوراثية متاحة لهذه الحالة. بالإضافة إلى ذلك، تتوفر الاختبارات التالية:
- تعداد كامل لعناصر الدم[8]
- فحص بول

## العلاج
يستلزم تدبير نقص البروتينات الثلاثية في الميتوكوندريا ما يلي:
- تجنب العوامل التي قد تُفاقم الحالة
- الجلوكوز
- التغذية منخفضة الدهون/عالية الكربوهيدرات[4]